# Каноас (спортивный клуб)
Спортивный клуб «Каноас» (порт.-браз. Canoas Sport Club) — спортивный клуб из города Каноас в Бразилии, штат Риу-Гранди-ду-Сул, наиболее известный выступлениями своих мини-футбольной и футбольной команд. В 1998—2009 гг. клуб назывался «Ульбра». В 2010 году носил название «Универсидаде».

## История

Эмблема «Ульбры» до 2009 года

В 1998 году мини-футбольная секция «Интернасьонала» из Порту-Алегри (клуб «Интер-Ульбра», основанный в 1995 году, к тому моменту становился победителем чемпионата Бразилии и Межконтинентального кубка) переехала в Каноас и на её базе был образован Спорт клуб «Ульбра» (Sport Club Ulbra), патронируемый Лютеранским университетом Бразилии (Universidade Luterana do Brasil), который находится в городе Каноас. Однако в самом «Интернасьонале» была вновь создана мини-футбольная команда, которая находится непосредственно в структуре клуба. В 1999 году мини-футбольный «Интернасьонал» стал обладателем Чаши Бразилии.
Официальная дата основания «Ульбры» — 26 января 1998 года. Поскольку именно «Ульбра» являлась правопреемницей «Интера-Ульбры», она имела место в высшем дивизионе, и в 1998 году команда в первый же сезон стала чемпионом Бразилии, а в 1999 году победила и в Межконтинентальном кубке. Даже спустя два десятилетия «Ульбра» оставалась одним из самых титулованных клубов Бразилии — трёхкратным чемпионом страны, двукратным победителем Межконтинентального кубка.
В декабре 2009 года было принято решение о переименовании «Ульбры» в «Универсидаде» Universidade Sport Club. 26 ноября 2010 года «Универсидаде» был переименован в Спортивный клуб «Каноас».
В 2015 году футбольная команда «Каноас» была расформирована, мини-футбольная команда выступает на уровне штата в низших дивизионах. Продолжают функционировать команды в некоторых других видах спорта.
Большой футбол
За более чем 10-летнюю историю команда по футболу пробилась в элитный дивизион Лиги Гаушу, была участником Серии C Бразилии. В 2009 году футбольная команда участвует только в Лиге Гаушу.
Другие виды спорта
Помимо мини-футбола и футбола, в «Ульбре» также культивируются волейбол, дзюдо, баскетбол, теннис, лёгкая атлетика и прыжки на батуте.

## Стадион

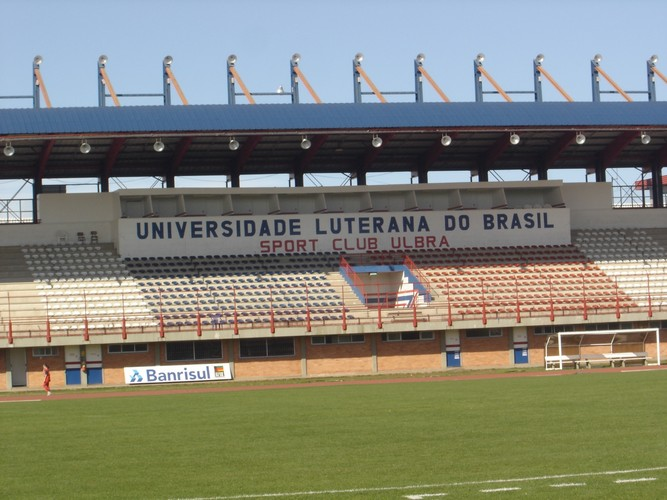
Спортивный комплекс «Ульбра»

Мини-футбольная команда выступает на главной арене Спорткомплекса Ульбра, вмещающей 10 000 зрителей. Команда по футболу выступает на футбольном поле Спорткомплекса вместимостью 5 000 зрителей.

## Достижения
- Мини-футбол:
  -  Чемпион штата Риу-Гранди-ду-Сул (2): 2001, 2003
  -  Вице-чемпион штата Риу-Гранди-ду-Сул (1): 1997
  -  Чемпион Бразилии (3): 1998, 2002, 2003
  -  Вице-чемпион Бразилии (3): 2001, 2004, 2008
  -  Обладатель Чаши Бразилии (1): 2000
  - Победитель Межконтинентального кубка (2): 1999, 2001
- Гандбол:
  -  Чемпион штата Риу-Гранди-ду-Сул (7): 1997, 1998, 1999, 2000, 2001, 2002, 2003
  -  Чемпион Бразилии (1): 1998
  - Обладатель Кубка Меркосур (1): 1996, 1998, 1999, 2001
  - Клубный чемпион Южной Америки (2): 1998, 1999
- Волейбол:
  -  Чемпион штата Риу-Гранди-ду-Сул (9): 1995, 1996, 1998, 1999, 2000, 2001, 2002, 2003, 2006
  -  Чемпион штата Сан-Паулу (1): 2003
  -  Чемпион Бразилии (3): 1998, 1999, 2003
- Баскетбол:
  -  Чемпион штата Риу-Гранди-ду-Сул (6): 1997, 1998, 2002, 2003, 2004, 2005
- Футбол:
  -  Вице-чемпион Лиги Гаушу (1): 2004
  -  Чемпион Интериора Лиги Гаушу (1): 2004
  -  Чемпион второго дивизиона Лиги Гаушу (1): 2003
  -  Чемпион третьего дивизиона Лиги Гаушу (1): 2002